# Nikola Petković
Nikola Petković (ur. 28 marca 1986 w Nowym Sadzie) – serbski piłkarz występujący na pozycji obrońcy. Od 2018 jest zawodnikiem Police Tero.

## Kariera klubowa
Petković zawodową karierę rozpoczynał w 2005 roku w klubie FK Vojvodina Nowy Sad, grającym w serbskiej ekstraklasie. W 2007 roku zajął z nim 3. miejsce w lidze. W Vojvodinie spędził 2 lata. W tym samym roku odszedł do tureckiego Gençlerbirliği. W Süper Lig zadebiutował 12 sierpnia 2007 roku w przegranym 1:2 meczu z Hacettepe. W styczniu 2008 roku Petković został wypożyczony do tego zespołu. Występował tam przez pół roku. Potem wypożyczono go do Crvenej Zvezdy Belgrad. Po pół roku powrócił do Gençlerbirliği, nie rozegrał tam już jednak żadnego spotkania.
W styczniu 2009 roku za 1,2 miliona euro Petković został sprzedany do niemieckiego Eintrachtu Frankfurt z Bundesligi. W tych rozgrywkach zadebiutował 31 stycznia 2009 roku w przegranym 1:2 pojedynku z Herthą Berlin. W 2010 roku Petković został wypożyczony do rosyjskiego Tomu Tomsk, a w 2011 do saudyjskiego Al-Ahli Dżudda. Następnie grał w takich klubach jak: Crvena Zvezda, Hapoel Tel Awiw, Sydney FC i KVC Westerlo. W 2016 trafił do chińskiego Yanbian Funde. W 2018 najpierw grał w FK Zemun, a następnie w Police Tero.

## Kariera reprezentacyjna
W latach 2006–2008 Petković rozegrał 7 spotkań i zdobył 2 bramki w reprezentacji Serbii U-21.